# تنیایوو
تنیایوو (انگلیسی: Tenyayevo) یک شهرک در شهرستان فیودوروفسکی استان باشقیرستان کشور روسیه است.